# Tour d'Abd el Aziz
La Tour d'Abd el Aziz (Torre de Abd el Aziz en espagnol), également appelée Tour de l'Hommage (Torre del Homenaje), est une tour almohade de la ville andalouse de Séville (Espagne), construite vers le milieu du XIIe siècle. Elle faisait partie des fortifications érigées autour du centre historique de la ville par les Almohades entre les XIIe et XIIIe siècle. Elle se trouve dans le quartier de Santa Cruz, à l'angle entre la rue Santo Tomás et l'avenue de la Constitution.
Elle doit son nom à l'émir Abd al-Aziz ibn Musa bin Nusair, gouverneur d'Al-Andalus qui vécut à Séville entre 714 et 719.

## Histoire

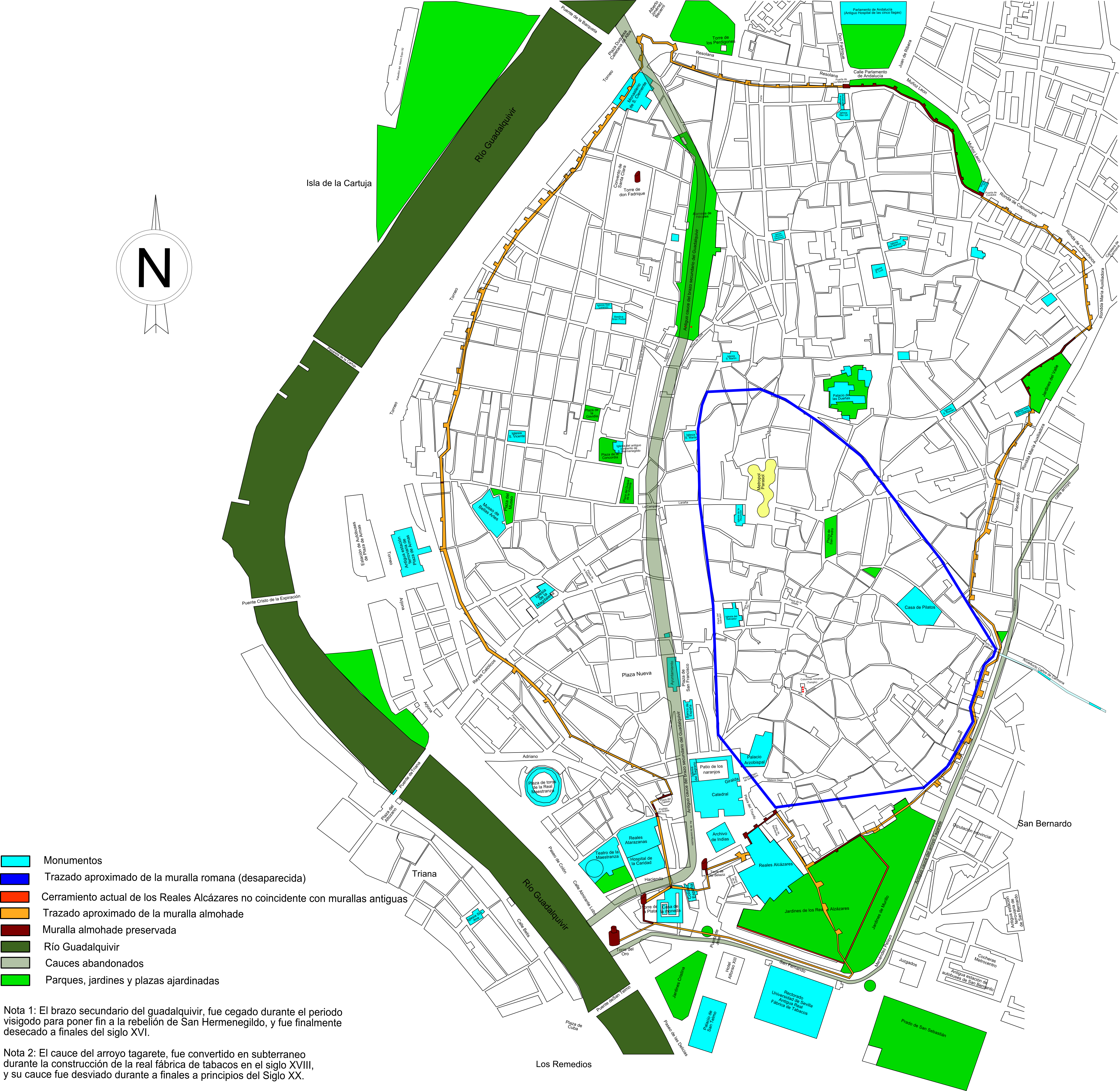
Carte des murailles de Séville au XVIIe siècle dessinées sur le plan actuel du centre historique de Séville. On y retrouve le tracé de la muraille entourant l'Alcazar le long de laquelle se trouve la Tour d'Abd el Aziz.

Aux XIIe et XIIIe siècle, les Almohades entretinrent et améliorèrent les fortifications construites entre les XIe et XIIe siècle par les Almoravides pour protéger la ville des troupes des rois Alphonse VI et Alphonse VII,. À la suite d'excavations effectuées entre 2000 et 2001 dans le Patio de la Montería de l'Alcazar, on put démontrer que la Tour d'Abd el Aziz fut construite lors des travaux de développement du palais au milieu du XIIe siècle. Elle se trouvait alors au sud de l'enceinte principale, sur le tronçon séparant l'Alcazar du centre historique de la ville. Contrairement à la plupart des tours qui étaient de section rectangulaire, la Tour d'Abd el Aziz, plus massive, appartenant aux tours palatines, a une base hexagonale,,.
À partir de 1859, l'éventuelle destruction des murailles, qui se trouvaient alors dans un état déplorable, fut intensivement débattue entre le conseil municipal (partisan de la démolition), la Commission des Monuments, l'Académie des Beaux-Arts et la Société Economique d'Amis du Pays (Sociedad Económica de Amigos del País). Il fut décidé de détruire partiellement l'enceinte et de supprimer plusieurs portes. À la suite de la révolution de 1868, un des premiers objectifs du nouveau gouvernement fut l'éradication des murailles. Mais malgré cette destruction extensive, quatre portes de ville (sur les 19 que la ville comptait à l'origine) furent sauvées de la démolition, ainsi que trois tronçons de murailles et sept tours, dont la Tour d'Abd el Aziz.